# Āgenskalns

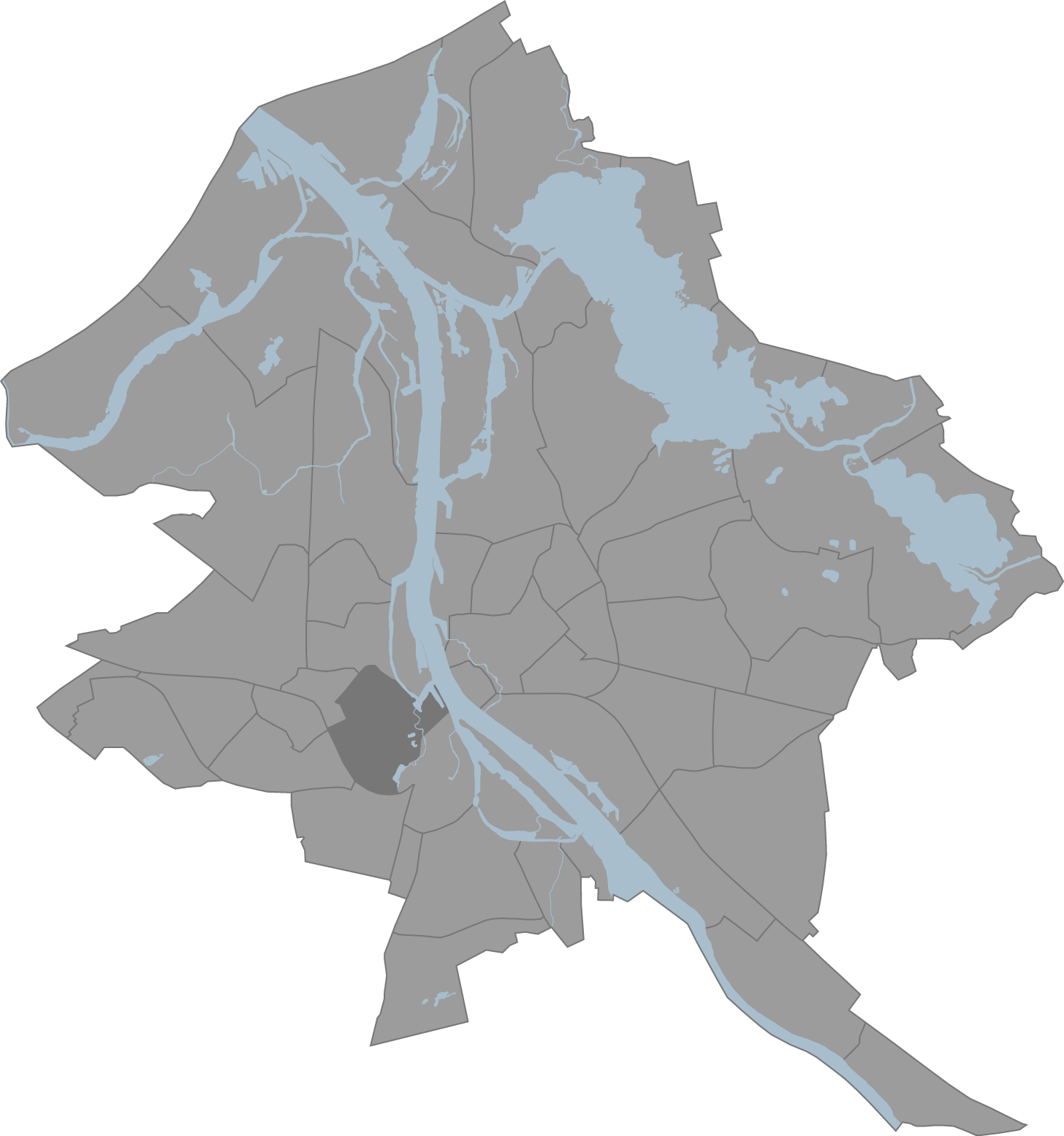
Lage Agenskalns in Riga

Āgenskalns (auch Hāgenskalns oder deutsch Hagensberg) ist ein Stadtteil der lettischen Hauptstadt Riga am linken Dünaufer. Er entstand Ende des 19. und zu Beginn des 20. Jahrhunderts. Mit einer Größe von 4,6 km² ist er einer der kleinsten Stadtteile Rigas.

## Geschichte
Das erste bekannte Gebäude auf dem linken Ufer der Düna war die befestigte Mara Mühle, die bereits 1226 erwähnt wird. Bis zum 17. Jahrhundert hatte Āgenskalns allerdings nur wenige Bewohner. Der Name des Stadtteils geht auf den Gutshof des Henrih fon Hagen, (deutsch Hagenshof), zurück, der im 17. Jahrhundert Richter und Besitzer der Ländereien, am Rankas Damm und an der Kuldīgas Straße war. Im Verlauf des Großen nordischen Krieges wurde Āgenskalns zerstört und anschließend wieder aufgebaut. Während Napoleons Russland Feldzugs, ließ der Stadtkommandeur, Generalleutnant Magnus Gustav von Essen, um freies Schussfeld zu schaffen und dem Gegner keine Deckung zu bieten, alle Gebäude in Āgenskalns niederbrennen. Ein Großteil der heutigen Gebäude entstand daher erst in der ersten Hälfte des 19. Jahrhunderts. Der Bau erfolgte ohne einen bestimmten Plan, weshalb das Straßennetz ziemlich chaotisch ist. Heute ist dieses Gebiet ein städtebauliche geschütztes Denkmal und insbesondere für seine Holzarchitektur bekannt.

## Architektur
Neben alter und moderner Holzarchitektur gibt es in Āgenskalns viele Wohn- und Geschäftshäuser, die im 19. und 20. Jahrhundert erbaut wurden und in denen der Einfluss des Jugendstils zu erkennen ist. Einer der bekanntesten Jugendstilkomplexe ist der Markt von Āgenskalns, der nach einem Projekt des Stadtbaumeisters Reinhold Schmaeling erbaut wurde. Das heutige Marktgebäude wurde von 1911 bis 1924 errichtet.

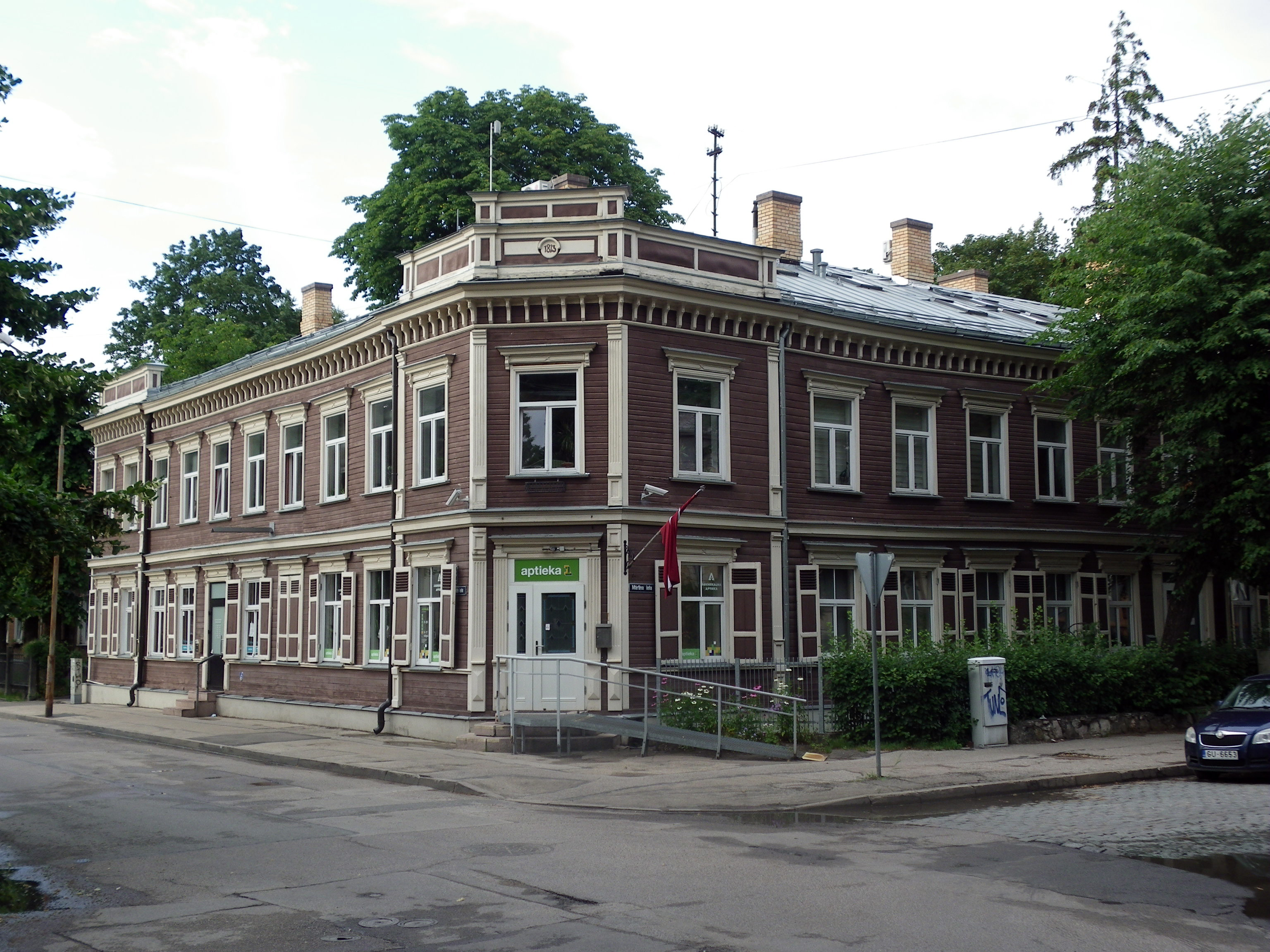
Holzhaus aus dem Jahr 1813 Baložu iela 28
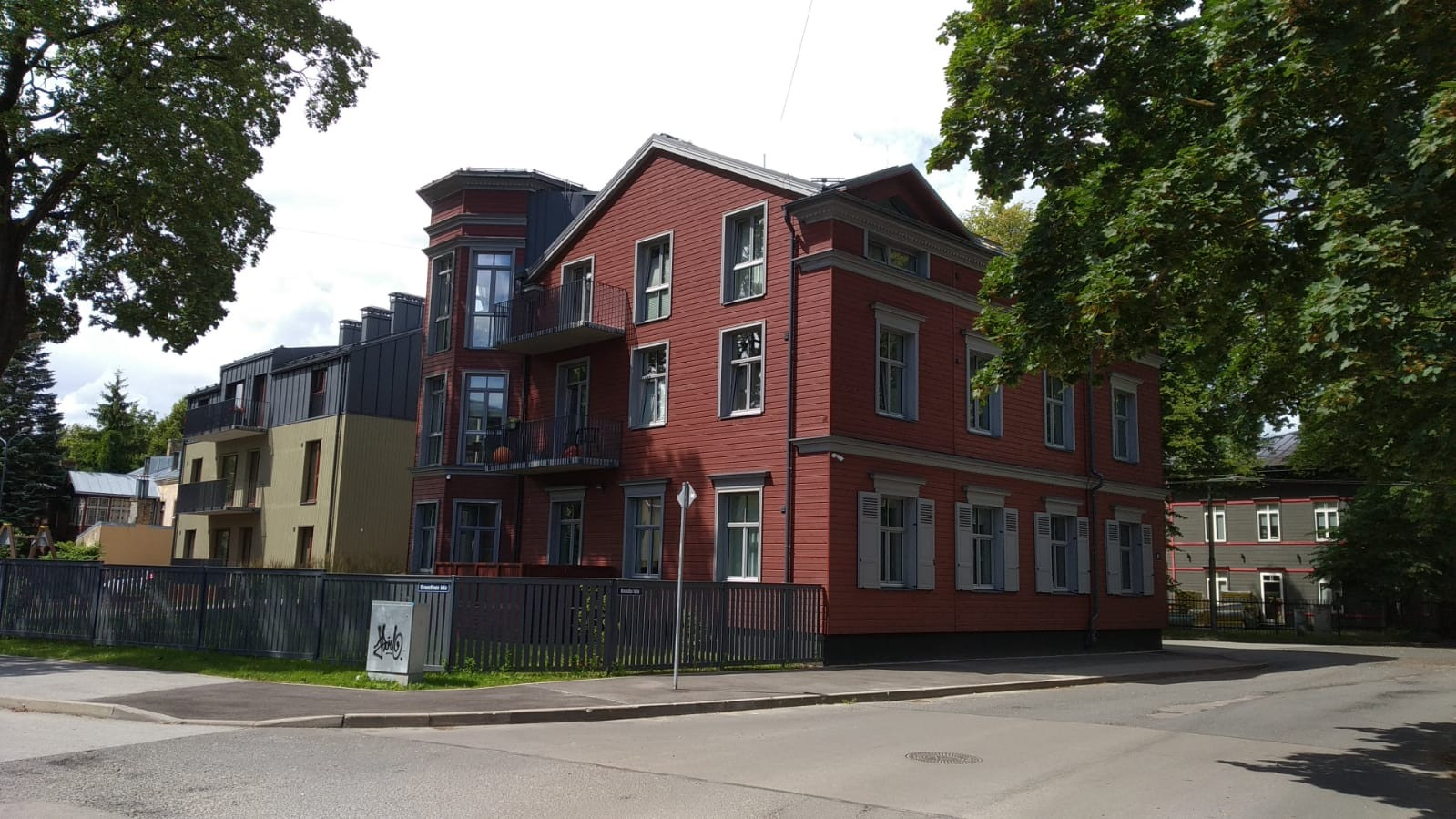
Modernes Holzhaus aus dem Jahr 2021
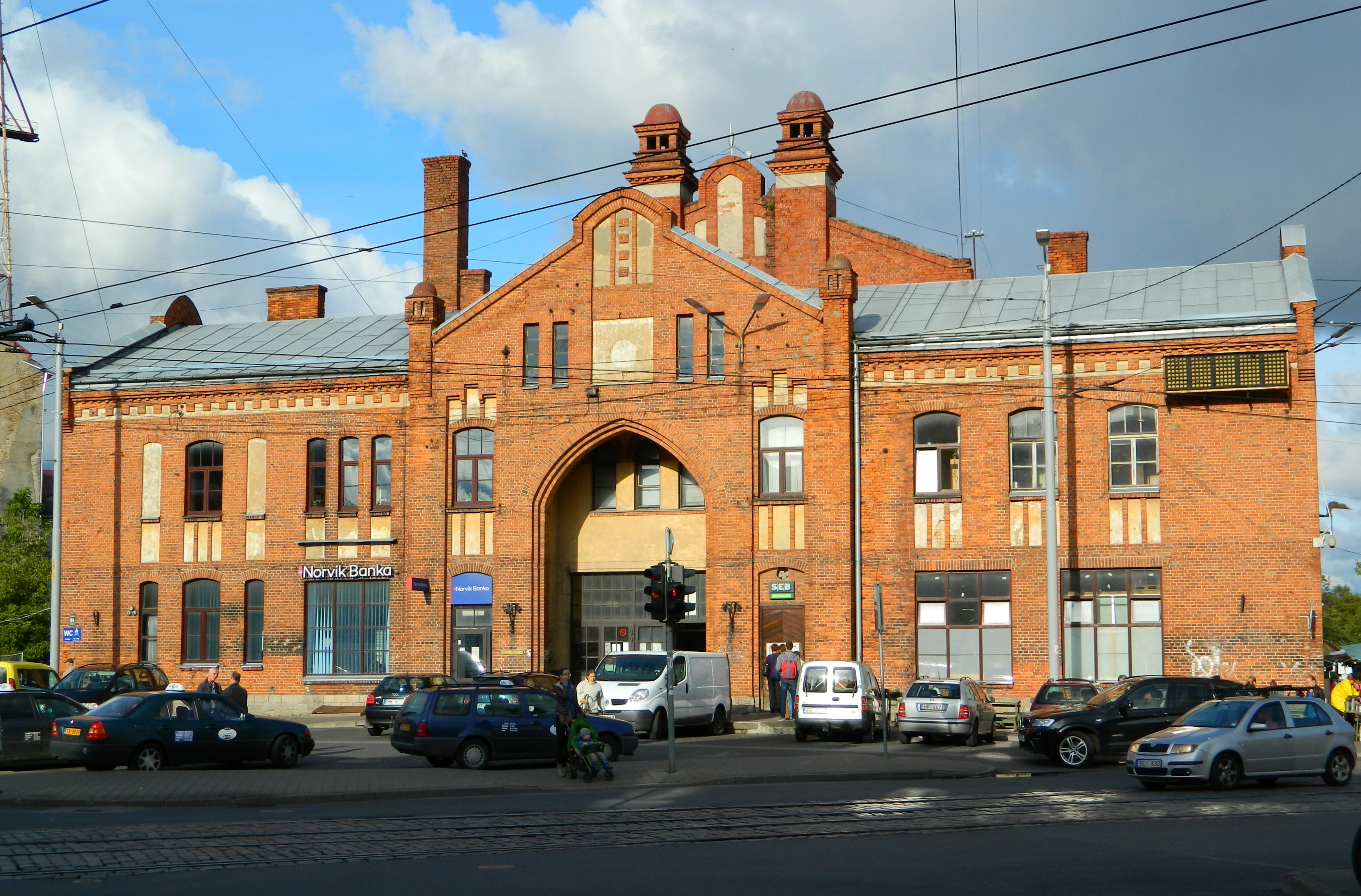
Markthalle von Reinhold Schmaeling